# Chiesa di San Tomaso Cantuariense
La chiesa di San Tomaso Becket, meglio conosciuta come chiesa di San Tomaso Cantuariense, è un luogo di culto cattolico situato nei pressi del centro storico di Verona, appena oltre il ponte Nuovo del Popolo. È dedicata al santo inglese Tommaso Becket, assassinato nel 1170 a causa della sua avversione a Enrico II d'Inghilterra.
Durante il Basso Medioevo nella zona erano presenti due chiese: una, più antica, dedicata a Tommaso Becket, la seconda intitolata alla Vergine Annunciata e accanto alla quale sorgeva un monastero benedettino. Nei primi anni del XV secolo i carmelitani decisero di procedere con l'ampliamento della seconda, gettando così le basi per l'attuale edificio che prenderà il nome da quella di San Tommaso, che venne abbattuta. Secondo un'iscrizione posta sulla facciata il cantiere ebbe inizio intorno al 1449 proseguendo, non senza difficoltà economiche, fino al 1504, anno della sua consacrazione. Con l'arrivo di Napoleone la chiesa venne adibita a infermeria per le truppe francesi e nel 1805 il convento venne definitivamente soppresso. Sotto la successiva dominazione austriaca il chiostro fu parzialmente abbattuto e molti dei locali dell'ex convento utilizzati come carcere militare. Si dovette aspettare l'annessione del Veneto all'Italia affinché la chiesa potesse essere riaperta al culto.
L'attuale edificio si presenta come un'unione tra il romanico tradizionale veronese e il tardo gotico. L'esterno è caratterizzato da un'austera facciata con un rosone circolare e un ampio portale, quest'ultimo, si ipotizza, proveniente da un altro edificio. L'interno è a unica navata e il pavimentato è composto da riquadri bianchi e rossi con l'eccezione del presbiterio, mentre il soffitto è coperto da capriate lignee. Sui muri laterali interni della navata vi sono due monumenti sepolcrali scolpiti da Ugo Zannoni e otto altari inseriti in archi rinascimentali. Numerose le opere d'arte custodite che vennero realizzate da celebri pittori veronesi, tra cui Paolo Farinati, Girolamo dai Libri, Alessandro Turchi e Antonio Balestra.

## Storia

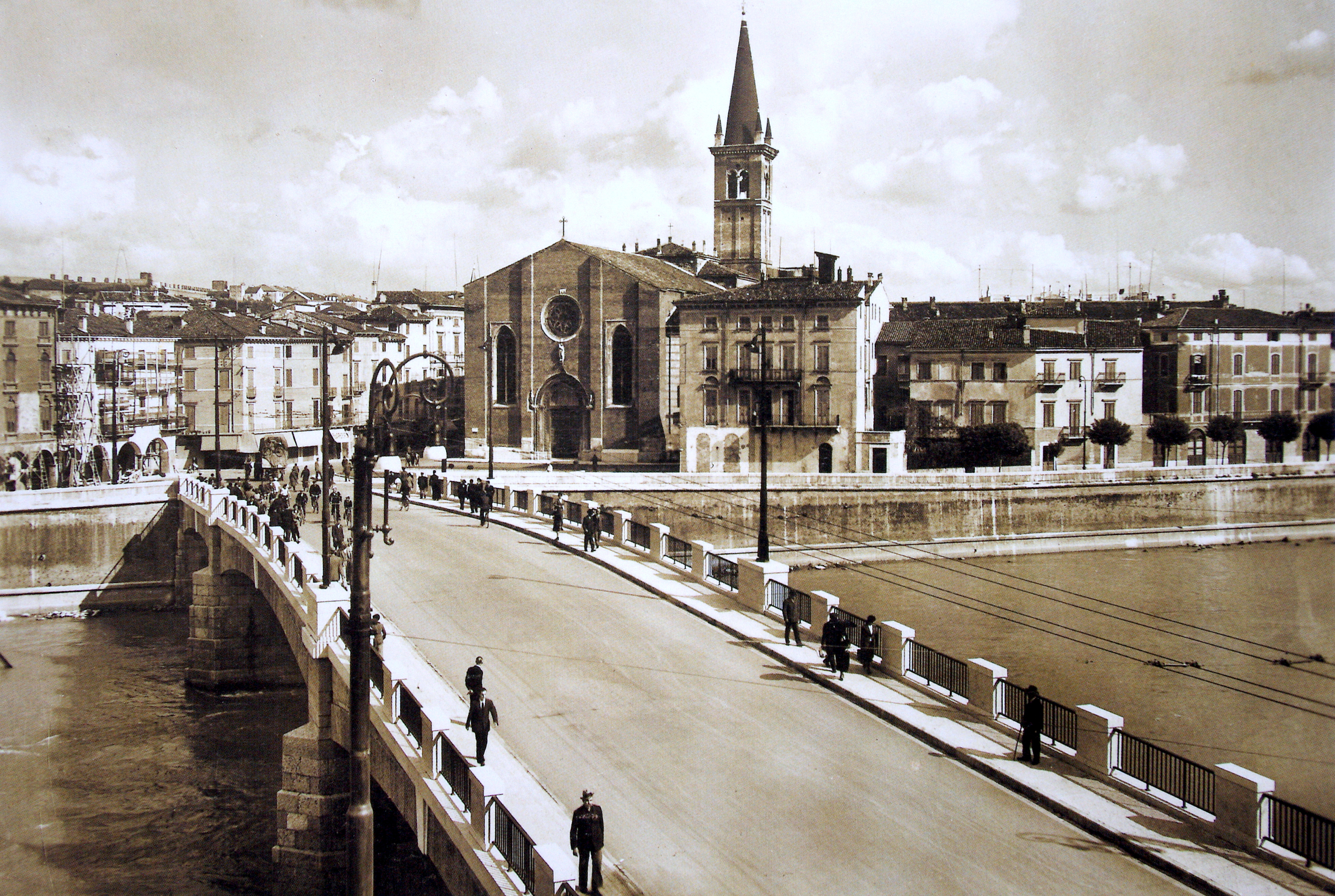
La chiesa di San Tomaso Cantuariense come si presentava nel 1940

Un documento dell'VIII secolo ha fatto per lungo tempo ritenere che sul sito attuale sorgesse fin dall'Alto Medioevo una primitiva chiesa paleocristiana, tuttavia studi più attenti hanno messo in discussione questa teoria. Per una prima menzione sicura di un edificio religioso nella zona bisogna far riferimento a una bolla pontificia emanata nel 1185 da papa Lucio III in cui si fa riferimento a «unam capellam Sancti Thomae in Insula veronensi sitam», ovvero di una cappella dedicata a san Tommaso e posta nell'isolo di Verona. L'"isolo" è una zona della città che un tempo si trovava tra il letto del fiume Adige e un suo canale secondario rendendola pertanto una vera e propria isola; con la costruzione dei muraglioni sull'Adige a seguito dell'inondazione del 1882, il canale secondario venne interrotto e prosciugato e quindi l'isolo cessò di esistere. Il san Tommaso a cui si fa riferimento è, invece, Tommaso Becket, arcivescovo di Canterbury vittima nel 1170 del celebre assassinio nella cattedrale e proclamato santo tre anni più tardi da papa Alessandro III. La decisione di dedicare la costruzione al santo inglese si deve probabilmente al vescovo di Verona Adelardo, suo fervente devoto.
Accanto a questa primitiva chiesa sorgeva anche un monastero benedettino dipendente dall'abbazia di Villanova, situata nei pressi di San Bonifacio. Nei primi anni del XIV secolo gli appartenenti all'Ordine della Beata Vergine del Monte Carmelo, comunemente chiamati carmelitani, si insediarono nel monastero al posto dei benedettini e, il 5 marzo 1351, ottennero dal signore Pietro della Scala il permesso di costruire nelle vicinanze, su un terreno donato da alcuni ricchi cittadini dell'isolo, una nuova chiesa da dedicare alla Vergine Annunciata.

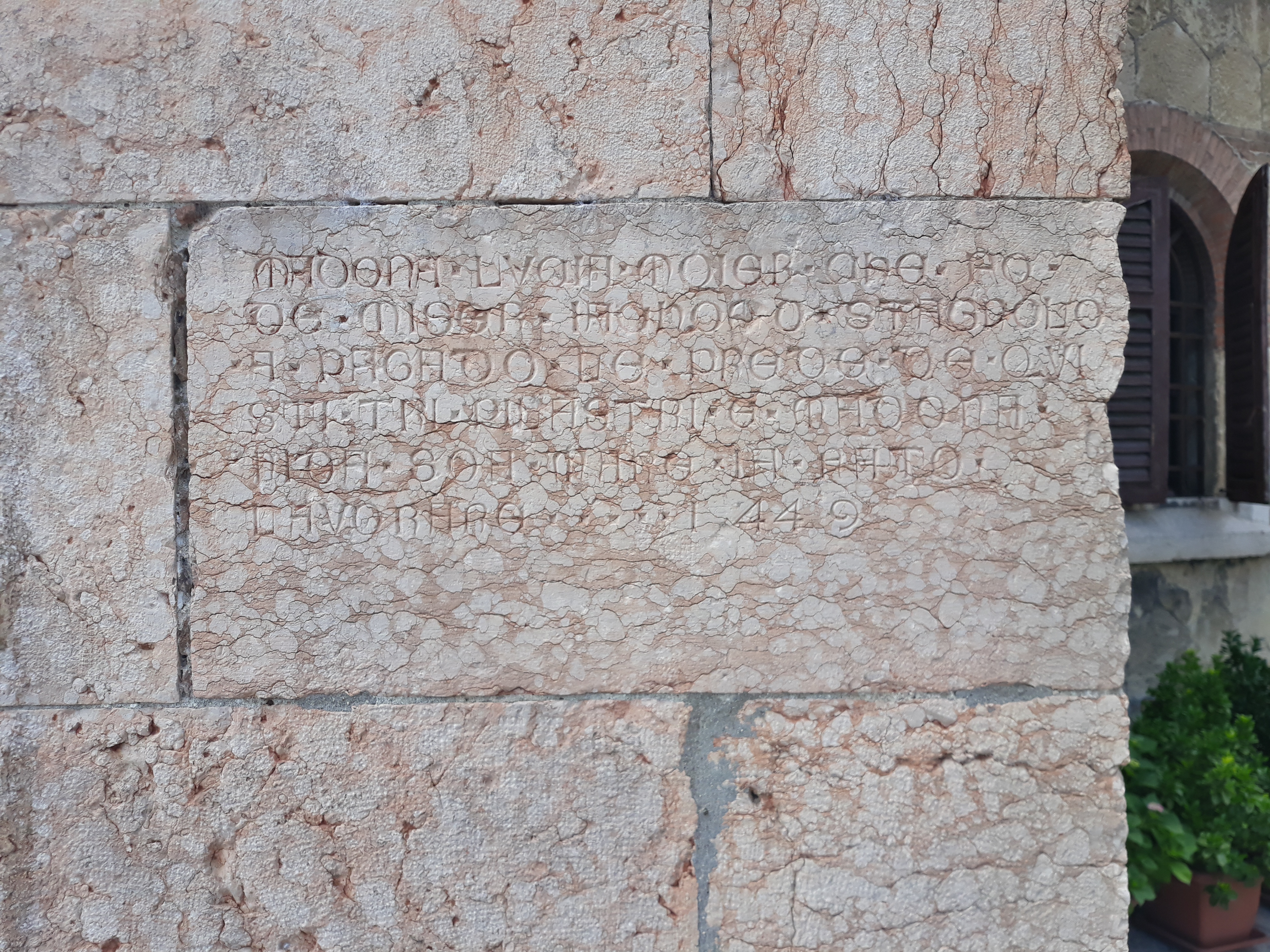
Iscrizione sul pilastro alla destra della facciata che ricorda la costruzione dell'edificio

I decenni successivi furono, quindi, caratterizzati dalla presenza di due chiese, una situazione che durò fino agli inizi del XV secolo quando si decise di abbattere la chiesa più antica, ovvero quella dedicata a san Tommaso, e di ampliare quella successiva intitolata invece alla Vergine Annunciata che sarà poi quella che sopravvive tutt'oggi. Pertanto, la chiesa attuale, pur essendo costruita sulla base di quella che fu dedicata all'Annunciata (ed è ancora ufficialmente a lei titolata) viene conosciuta con la titolazione di quella precedente e demolita di San Tommaso. La data di inizio del cantiere viene collocata intorno al 1449 e ciò si è potuto ricavare da un'iscrizione, relativa all'acquisto di alcune pietre, incisa in un pilastro collocato alla destra della facciata. I lavori procedettero tutt'altro che spediti e i carmelitani, cronicamente in difficoltà finanziarie, dovettero contare sulla generosità dei parrocchiani per far fronte alle spese che il cantiere comportava. Anche il comune di Verona dovette partecipare agli oneri contribuendo, a partire dal 1487, con una somma di otto ducati all'anno. Un privato cittadino, tale Jacopo figlio di Bongiovanni da Pesena, si fece carico della costruzione della porta laterale in quanto legato testamentario; un'iscrizione sull'architrave ricorda l'adempimento. Finalmente, il 22 settembre 1504 Marco Corner, coadiutore apostolico, poté consacrare la nuova chiesa.
Per lungo tempo si è ritenuto che tra il 1545 e il 1550 fossero stati affidati all'architetto veronese Michele Sanmicheli alcuni progetti di riordino architettonico della chiesa rimasti tuttavia sulla carta, tra cui la divisione in tre navate e la realizzazione di un ampio transetto. Studi più recenti hanno comunque smentito tale ipotesi, confermando che il celebre architetto fosse sì interessato alla chiesa, ma solo spiritualmente, in quanto qui era collocata la tomba di famiglia e dove anche lui volle essere sepolto.
Con l'arrivo a Verona, sul finire del XVIII secolo, delle truppe napoleoniche, la chiesa venne destinata a ospedale per i soldati francesi e successivamente, nel 1805, il convento fu definitivamente soppresso. Tra il 1856 e il 1857 il chiostro venne in gran parte demolito e le parti restanti trasformate in sagrestia e oratorio. In piena dominazione austriaca parte di questi edifici vennero adibiti a carcere di guarnigione. Poco tempo dopo l'annessione del Veneto all'Italia la chiesa di San Tomaso tornò a essere aperta al culto.

## Esterno

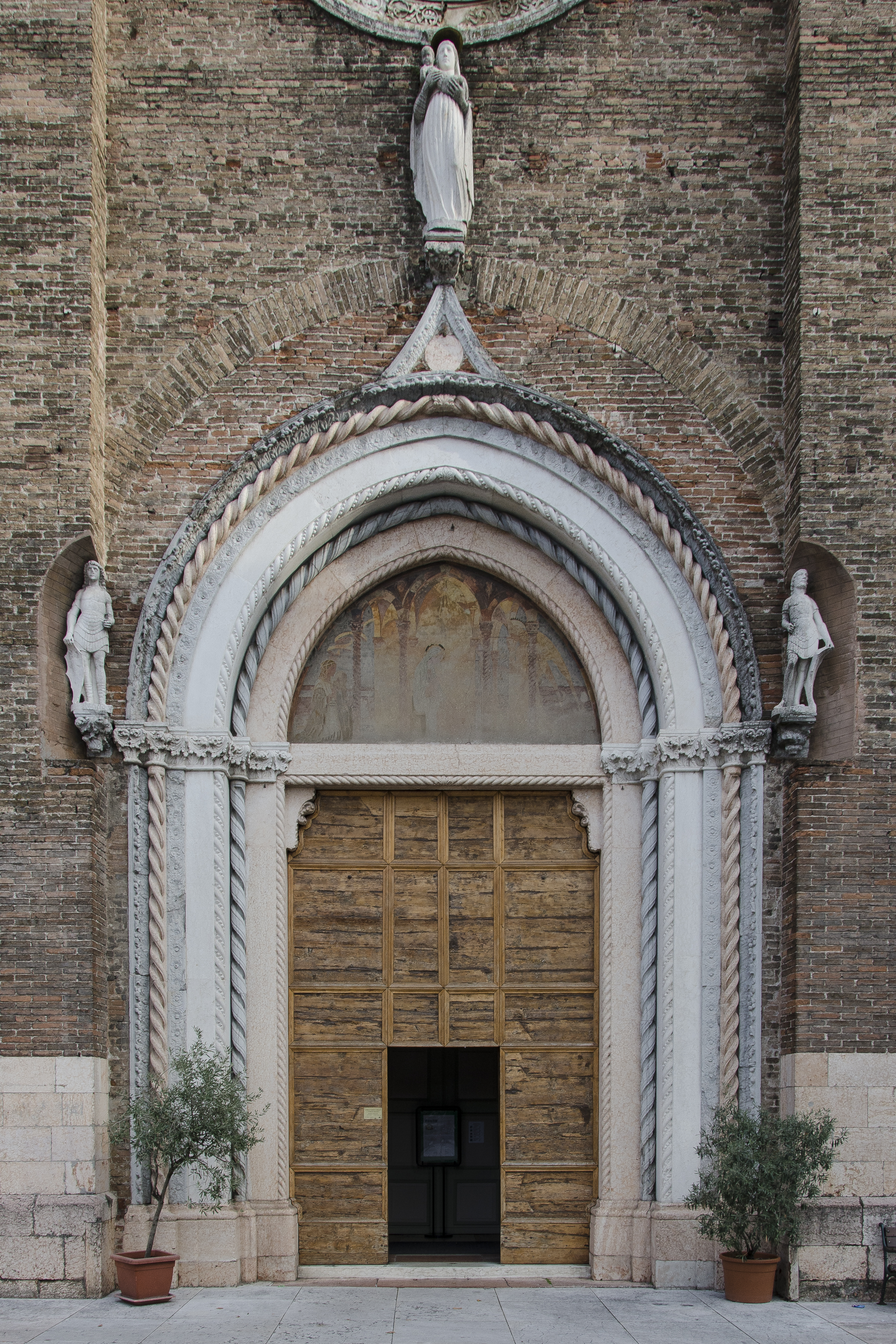
Portale della chiesa con lunetta, coronato dalla statua Maria con in braccio il Figlio benedetto

La facciata a capanna, rimasta presumibilmente incompiuta a causa delle difficoltà economiche riscontrate durante la costruzione dell'edificio, si presenta con un aspetto sobrio e spoglio. Al centro l'ampio portale strombato, in stile tardogotico, è costituito dal portone di accesso racchiuso in cornici di marmo finemente scolpite. L'iscrizione sulla trabeazione, risalente al 1493, indica che il giurista Cristoforo Lanfranchini lo dedicò a Cristo e alla Vergine e ciò fa supporre che originariamente fosse collocato in un'altra chiesa e poi qui spostato: un'ulteriore prova delle ristrettezze finanziarie che afflissero il cantiere. La lunetta racchiude un'Annunciazione di Maria opera dell'artista novecentesco Carlo Donati, che sostituì l'originale attribuita a Domenico Brusasorzi, la quale è andata perduta. Sulla sommità del portale è posta una statua di Maria con in braccio il Figlio benedetto, mentre ai lati ulteriori due sculture sono collocate in nicchie ricavate nelle paraste.
Sopra il portale si apre un rosone circolare inscritto in una serie di decorazioni a dentelli, ovuli e girali che ricordano lo stile romanico, pur tuttavia inserito in un contesto dal chiaro gusto tardo rinascimentale.
Sul lato nord vi è una porta incorniciata da uno stipite di marmo, sul cui architrave si trova un'iscrizione che racconta come fosse stata costruita grazie a una donazione di tale Jacopo, che si sobbarcò tale onere per rispettare le volontà paterne. Sopra l'architrave, la cornice di marmo continua, intervallata solo da due capitelli di marmo quattrocenteschi, e forma un arco acuto inserito in un protiro pensile. Ai lati due alte bifore permettono l'illuminazione degli spazi interni.

### Campanile

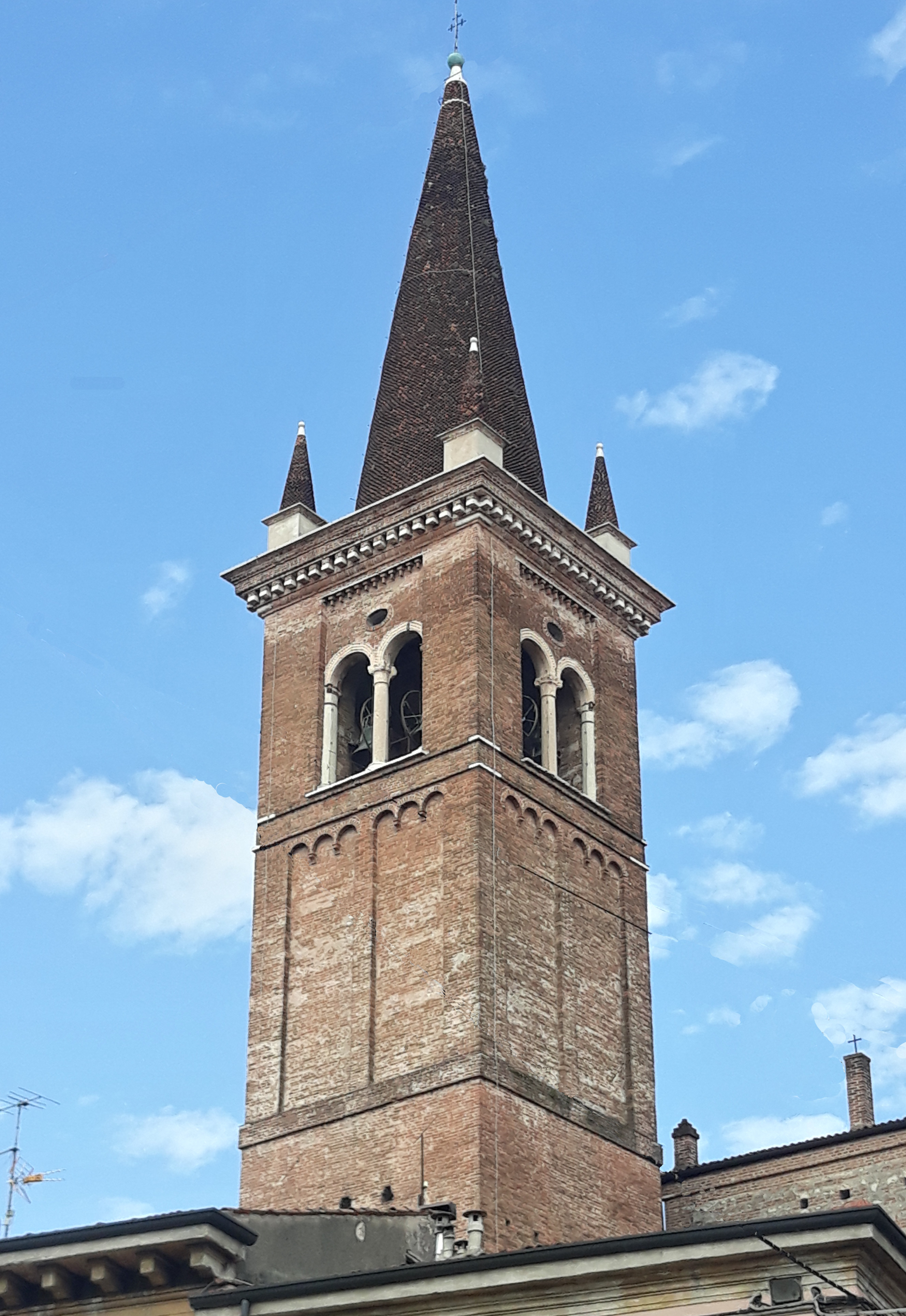
Campanile della chiesa

Contemporaneamente alla costruzione della chiesa venne innalzato anche il campanile; si ritiene che esso poggi sulla base di quello della chiesa precedente dedicata dell'Annunciata. Posto lungo il fianco destro della chiesa, venne realizzato con lo stesso materiale, laterizio, dell'edificio principale. La torre termina con un cono cestile che si estende per 18,4 metri e la cui punta raggiunge la ragguardevole altezza di 60 metri. Di aspetto spartano, presenta alcuni elementi rinascimentali. Il fusto è abbellito da lesene poste ai lati e al centro che si raccordano con archetti pensili. La cella campanaria è costituita da bifore con arco a tutto sesto realizzate in marmo rosa locale. Sulla base si trova, incastonata nel muro, una pietra su cui è scolpita un'epigrafe: «…IUS ECCLESIAE RECTOR… // (F)ECIT MCCCCLXXVIII».
All'interno della cella campanaria sono ospitate dieci campane in scala musicale di Re3 calante, fuse dalla ditta Cavadini nel 1930, che vengono suonate manualmente secondo la tecnica dei concerti di campane alla veronese. Queste sono rinomate per il suono, ritenuto (dall'atto di collaudo) preciso e melodioso, e ne sostituiscono sei precedenti in Mi3.

## Interno

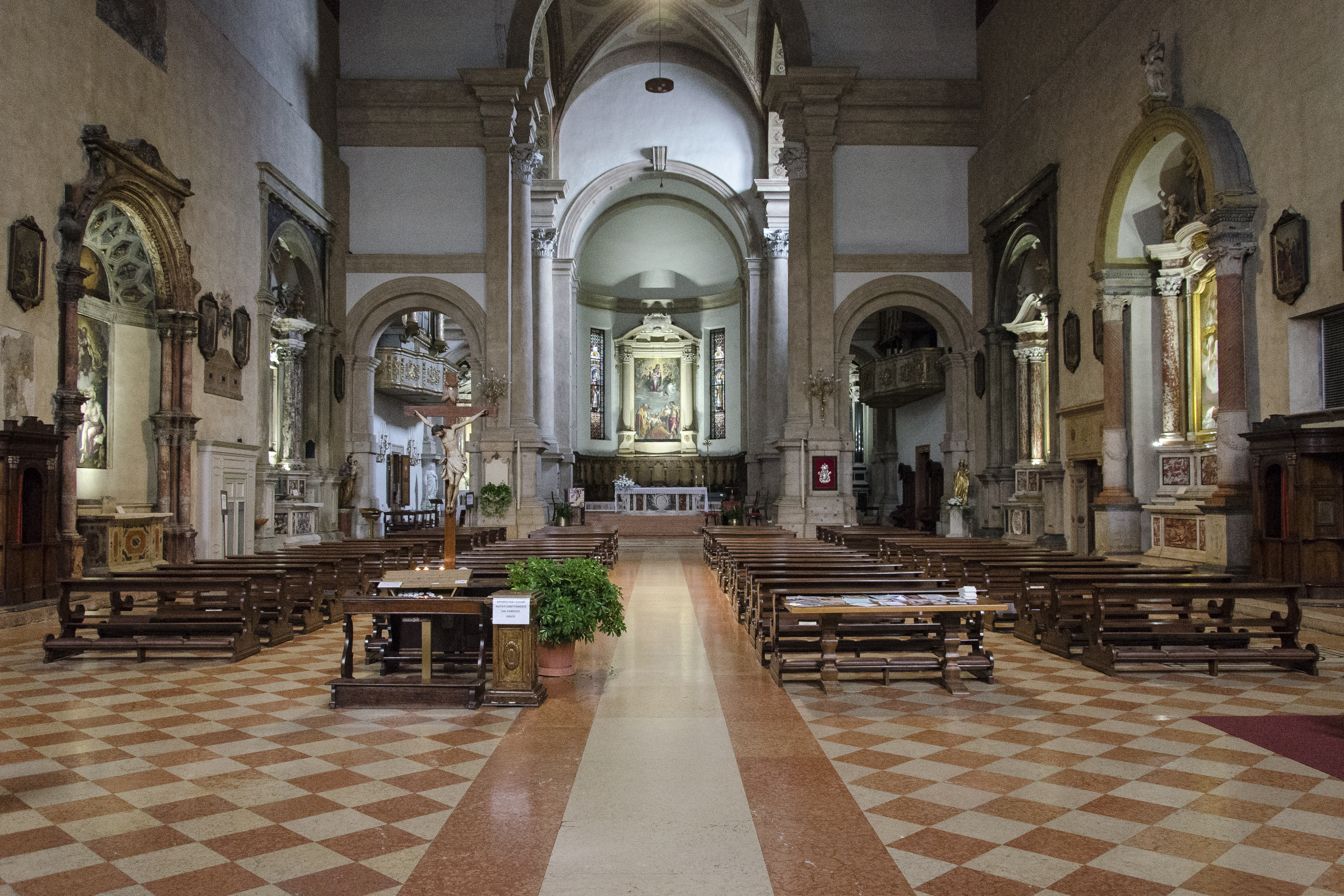
Interno della chiesa

L'interno della chiesa si presenta a navata unica. Il pavimentato è a riquadri bianchi e rossi, fatta eccezione per quello del presbiterio. Il soffitto, anch'esso a riquadri, è sostenuto da capriate lignee a due montanti. Lateralmente alla navata vi sono otto altari barocchi, quattro a destra e quattro a sinistra, tutti inseriti in archi rinascimentali. Il presbiterio è separato dalla navata da tre ampi fornici, di cui quello centrale è nettamente più alto rispetto ai due laterali. A sua volta, il presbiterio è contornato da quattro archi trionfali sostenuti da altrettante colonne arricchite da capitelli in stile rinascimentale, a cui sono sovrapposti pulvini di grandi dimensioni. Un arco di dimensioni minori delimita l'inizio dell'abside.
Nella chiesa sono conservati dipinti di celebri esponenti della scuola veronese di pittura tra cui Paolo Farinati, Francesco Torbido, Girolamo dai Libri, Antonio Balestra e Alessandro Turchi. Sono presenti anche i mausolei neoclassici di Michele Sanmicheli e don Nicola Mazza, opere di Ugo Zannoni.

### Fianco destro della navata
All'entrata della chiesa, dal portone principale seguendo il fianco destro della navata, si trova, dentro una nicchia, un fonte battesimale, inizialmente realizzata per la vicina chiesa di Santa Maria Rocca Maggiore (oggi sconsacrata) e qui portata dopo che l'originale del XVII secolo era stata venduta nel 1904.

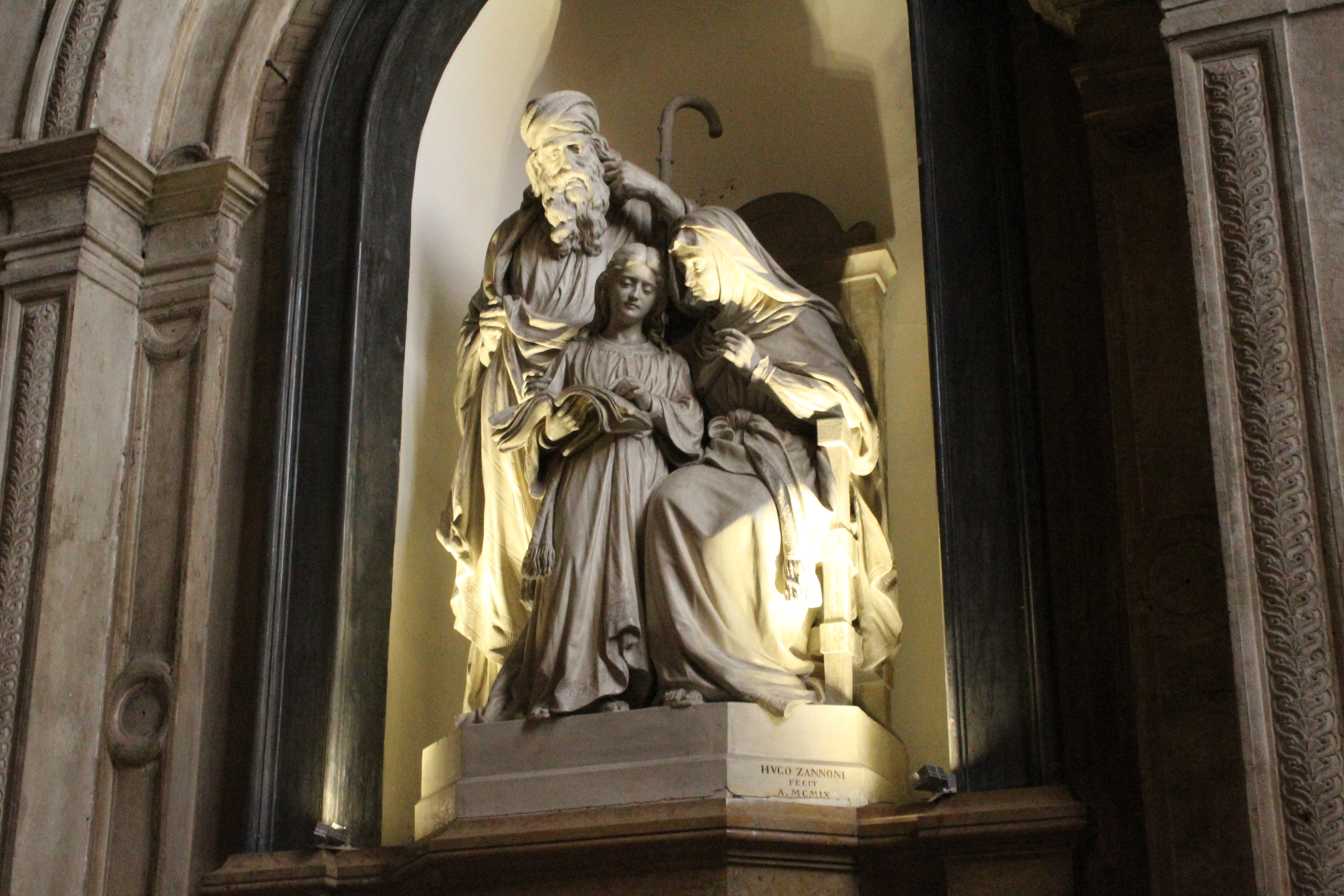
Altare Dolcetti, gruppo scultoreo di Ugo Zannoni

Il primo altare in cui ci si imbatte è quello appartenente alla famiglia Dolcetti, caratterizzato da una statua di Ugo Zannoni in cui rappresentò San Gioacchino, sant'Anna e la Vergine fanciulla che legge. Questo gruppo scultoreo venne tuttavia qui collocato solamente nel 1909 in sostituzione di una precedente statua lignea della Maddalena (oggi posta nel vicino altare dei Da Prato) che, a sua volta, aveva preso il posto di una pala d'altare raffigurante Santa Maria Maddalena de' Pazzi del pittore vicentino Pietro Bartolomeo Cittadella. Subito dopo, sempre di Ugo Zannoni, vi è incastonato nel muro il monumento funebre a Michele Sanmicheli.

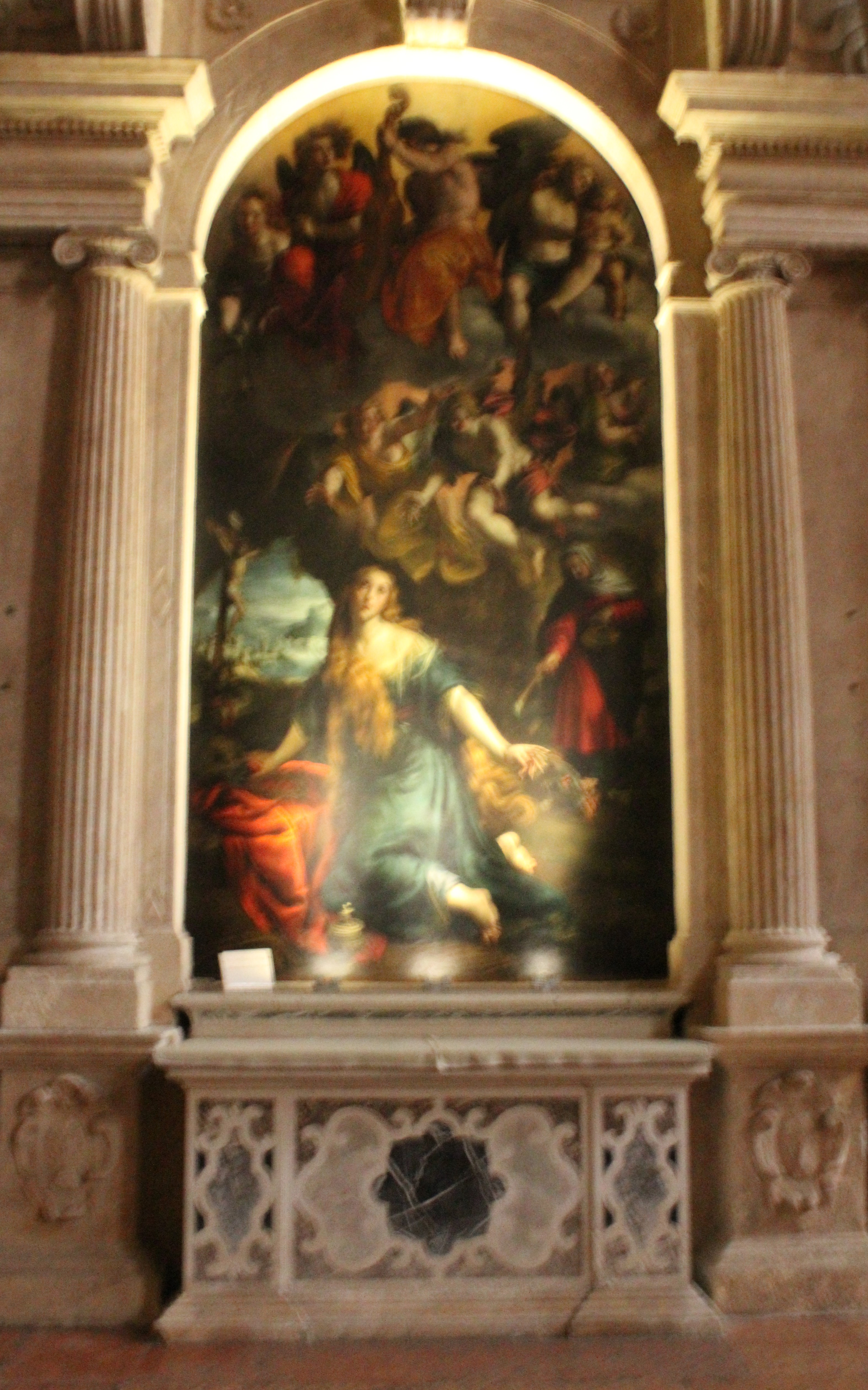
Altare Da Prato, pala di Alessandro Turchi

Proseguendo si incontra l'altare Da Prato, caratterizzato da una cornice in stile neoclassico che racchiude una pala barocca, Estasi di Santa Maria, commissionata da Giacomo Dal Prato e firmata e datata da Alessandro Turchi, in cui si nota la contrapposizione di un luminoso paradiso popolato da angeli con la cupa rappresentazione del mondo terrestre ove si trova la Maddalena. Ai lati del timpano due statue, realizzate tra il XIX e il XX secolo, rappresentanti angeli, mentre in alto è posta la scultura lignea della Maddalena, una volta sull'altare Dolcetti. Ai piedi dell'altare le tombe dei committenti: Girolamo da Prato e i suoi fratelli Giacomo e Bonifacio.
L'altare successivo, realizzato nel 1681 e denominato "dell'Annunciata", si presenta decorato da diversi elementi barocchi, come cherubini, mistilinee e piani ondulati. Due eleganti colonne tortili sorreggono un'arcata. Antonio Balestra è l'autore della pala, datata 1702, oltre a dipingere anche un Dio Padre nel tondo superiore. In cima si trova una statua risalente al 1736 di Michelangelo Speranza, raffigurante San Giovanni Nepomuceno, inizialmente collocata al centro del vicino ponte nuovo e poi spostata nella chiesa nel 1801, quando le truppe francesi e austriache, che a seguito del trattato di Lunéville si erano spartite Verona, avevano sbarrato il ponte.
Più avanti, l'altare della confraternita di San Rocco accoglie una pala di Girolamo dai Libri raffigurante i Santi Rocco, Sebastiano e Giobbe. Questo altare sostituì nel 1727 uno precedente dell'inizio del XVI secolo. Alla sua sinistra una statua di un artista anonimo, collocabile tra il XV e il XVI secolo, rappresentante una Madonna con Bambino. Infine, proveniente dalla vicina ex chiesa di Santa Maria della Disciplina, vi è l'altare Orti, situato sulla parete settentrionale di fianco al presbiterio. Esso ospita un crocifisso ligneo di autore anonimo della fine del XIV secolo posto su uno sfondo in cui è dipinta la città di Gerusalemme, con il cielo tetro ad amplificare la tragicità della scena.

### Presbiterio

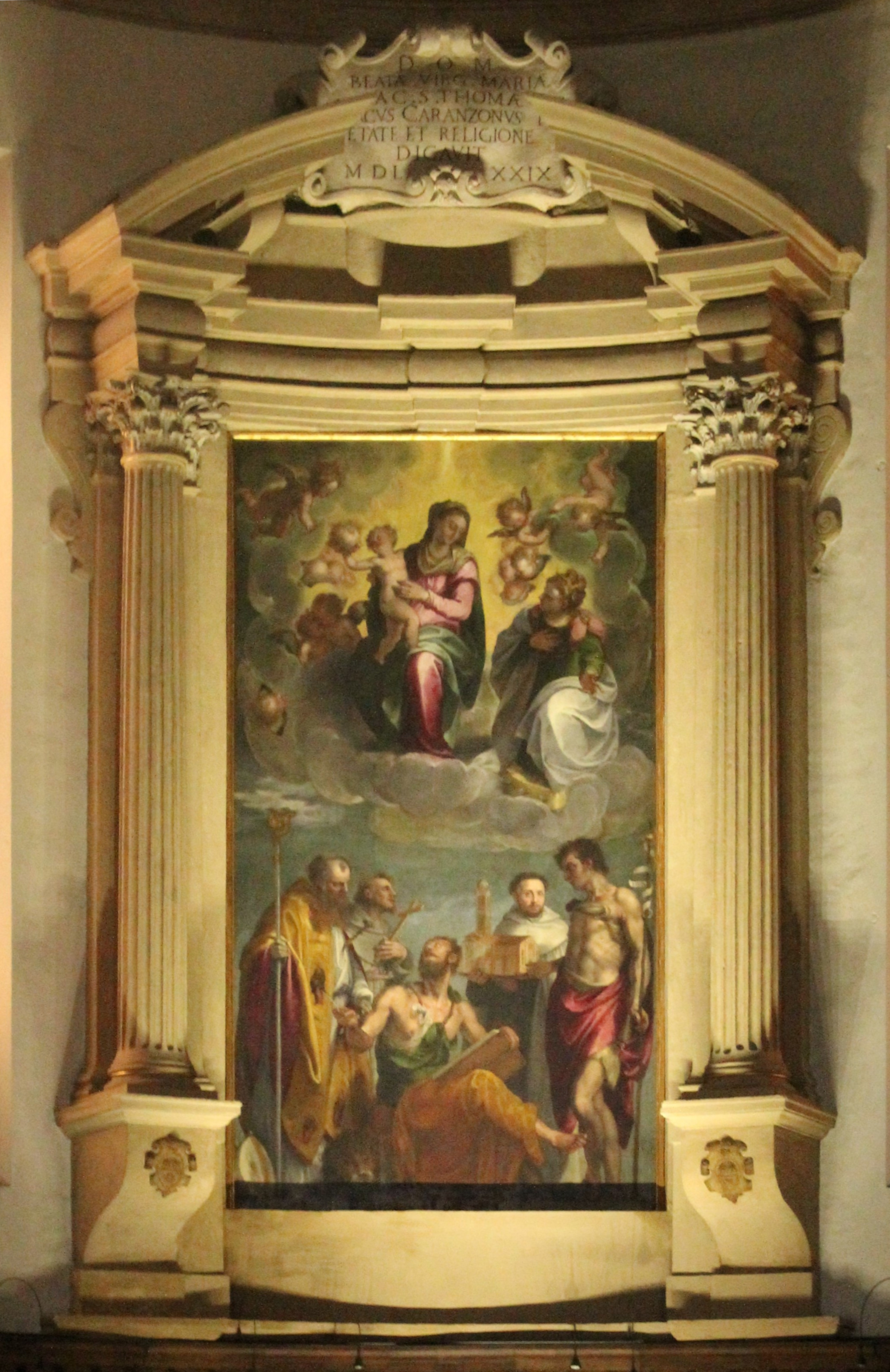
Pala per l'altare maggiore di Felice Brusasorzi

L'ampio presbiterio della chiesa, a cui si accede superando una balaustra, ospita l'altare maggiore realizzato nel XVIII secolo da Giuseppe Antonio Schiavi; dell'originale, tuttavia, è rimasta solamente la mensa, composta da un ovale in cui è scolpito Il profeta Elia che riceve nutrimento dall'angelo. La pala posta alle sue spalle, datata 1579, è opera del pittore veronese Felice Brusasorzi, che rappresentò una Madonna con il Bambino e santi. Tra i personaggi che il Brusasorzi dipinse si possono riconoscere san Tommaso Becket (titolare della chiesa), san Francesco, san Marco, san Giovanni Battista e sant'Alberto raffigurato nell'atto di tenere in mano un modellino della stessa chiesa.

### Fianco sinistro della navata

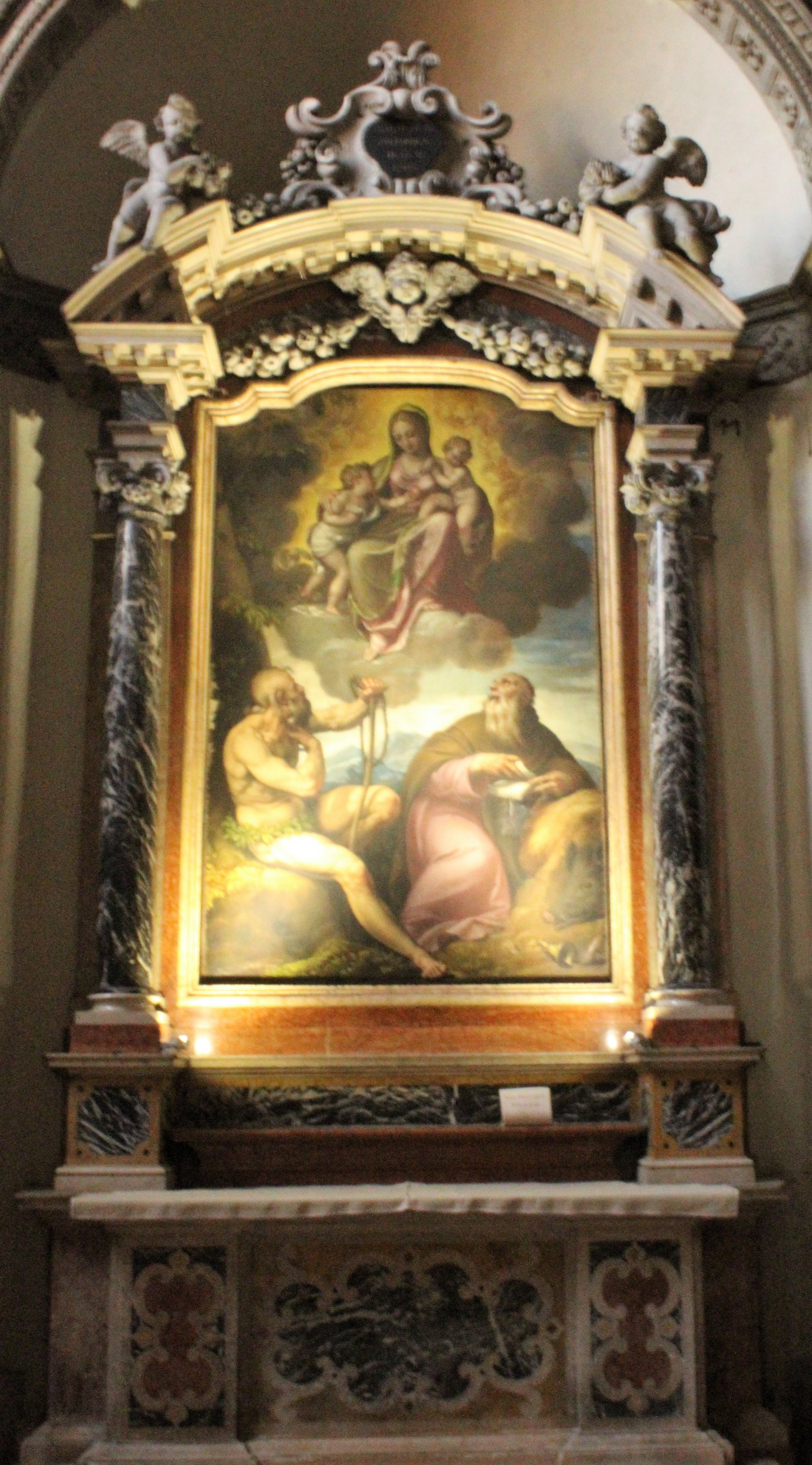
Altare dei Tintori, pala di Paolo Farinati

Il primo altare che si incontra sul fianco sinistro della navata è quello "dei Tintori", così chiamato perché appartenuto alla corporazione dei Tintori, come testimoniato dal cartiglio collocato nella parte superiore. La relativa pala venne dipinta da Paolo Farinati nel 1559 e raffigura i Santi Onofrio e Antonio abate, protettori dei tintori e delle altre attività tessili. A fianco dell'altare è posto in una nicchia il busto di Nicola Mazza scolpito da Ugo Zannoni. Nell'altare successivo, l'altare Carteri, trova collocazione la pala San Giovanni Battista, san Pietro e san Paolo, tradizionalmente attribuita a Francesco Torbido ma più probabilmente opera di pittori della sua bottega. È stata avanzata anche l'ipotesi che l'autore possa essere Dionisio Battaglia, anch'egli allievo del Torbido. Sopra l'arco rinascimentale che racchiude l'altare vi è iscritto: «DIVI S. IO. BAPTISTAE PIETRO MAR. VICENTIO SACRAU».
Prima di giungere all'altare successivo si possono intravedere alcuni resti degli affreschi che una volta dovevano decorare le pareti. L'altare Dionisi, che è il terzo, si presenta racchiuso da una ricca cornice rinascimentale; l'interno non è terminato, tuttavia ospita una tela di Paolo Farinati, Vergine con i santi Girolamo e Alberto (dipinta nel 1555), sovrastata da una lunetta, Colomba dello Spirito Santo, attribuita ad Agostino Ugolini.
L'ultimo altare della fiancata sinistra è il cosiddetto "altare dello Spasimo". La relativa pala Incontro di Gesù con la Madonna sul Calvario venne dipinta nel 1524 dal medaglista Giovanni Maria Pomedello; gli angeli raffigurati nei pennacchi sono invece opera di Giovanni Caliari. Alla sinistra vi è la porta laterale della chiesa sormontata da un sarcofago che porta lo stemma della famiglia Pesenza.

### Organo a canne

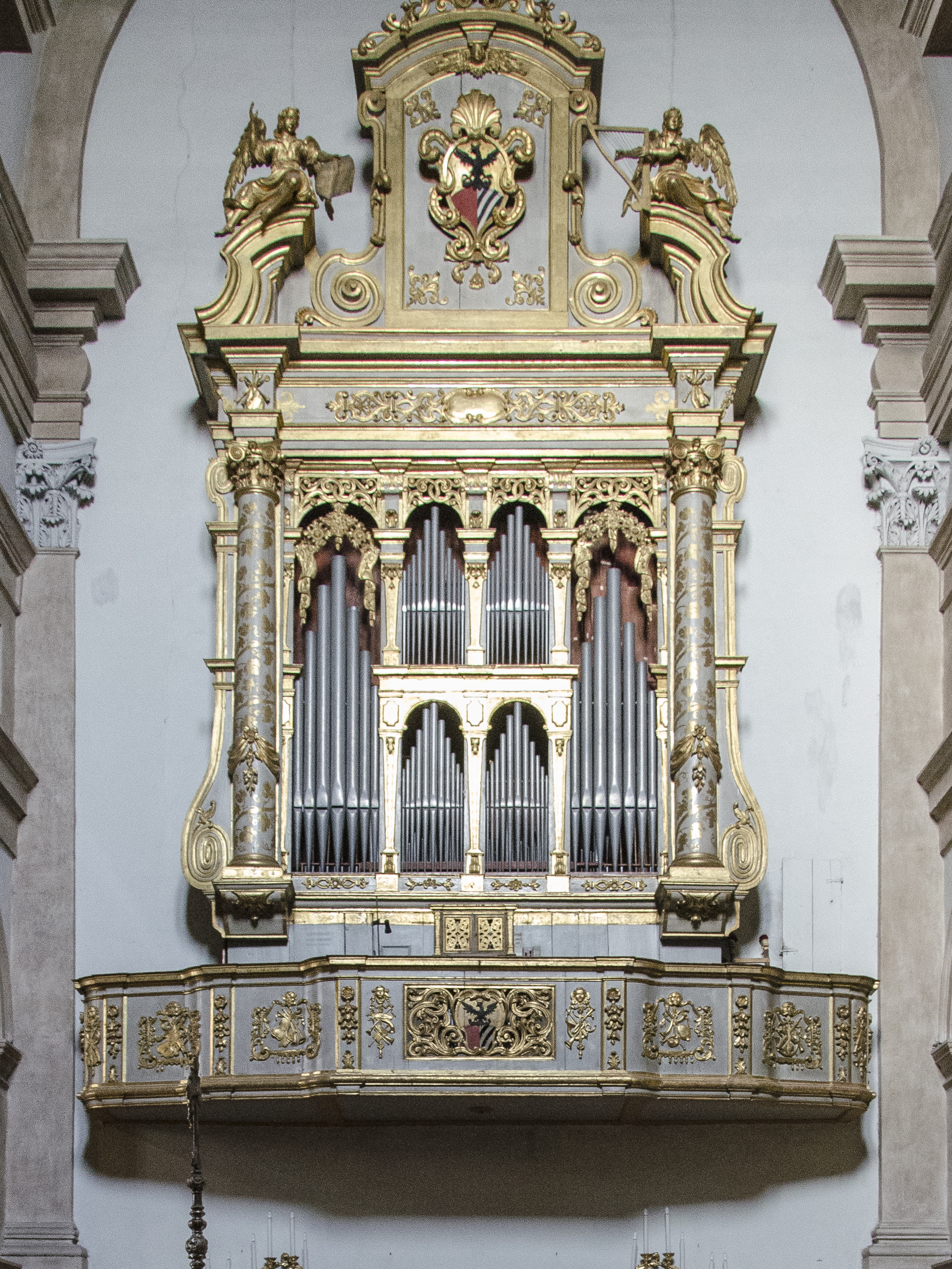
Organo a canne della chiesa

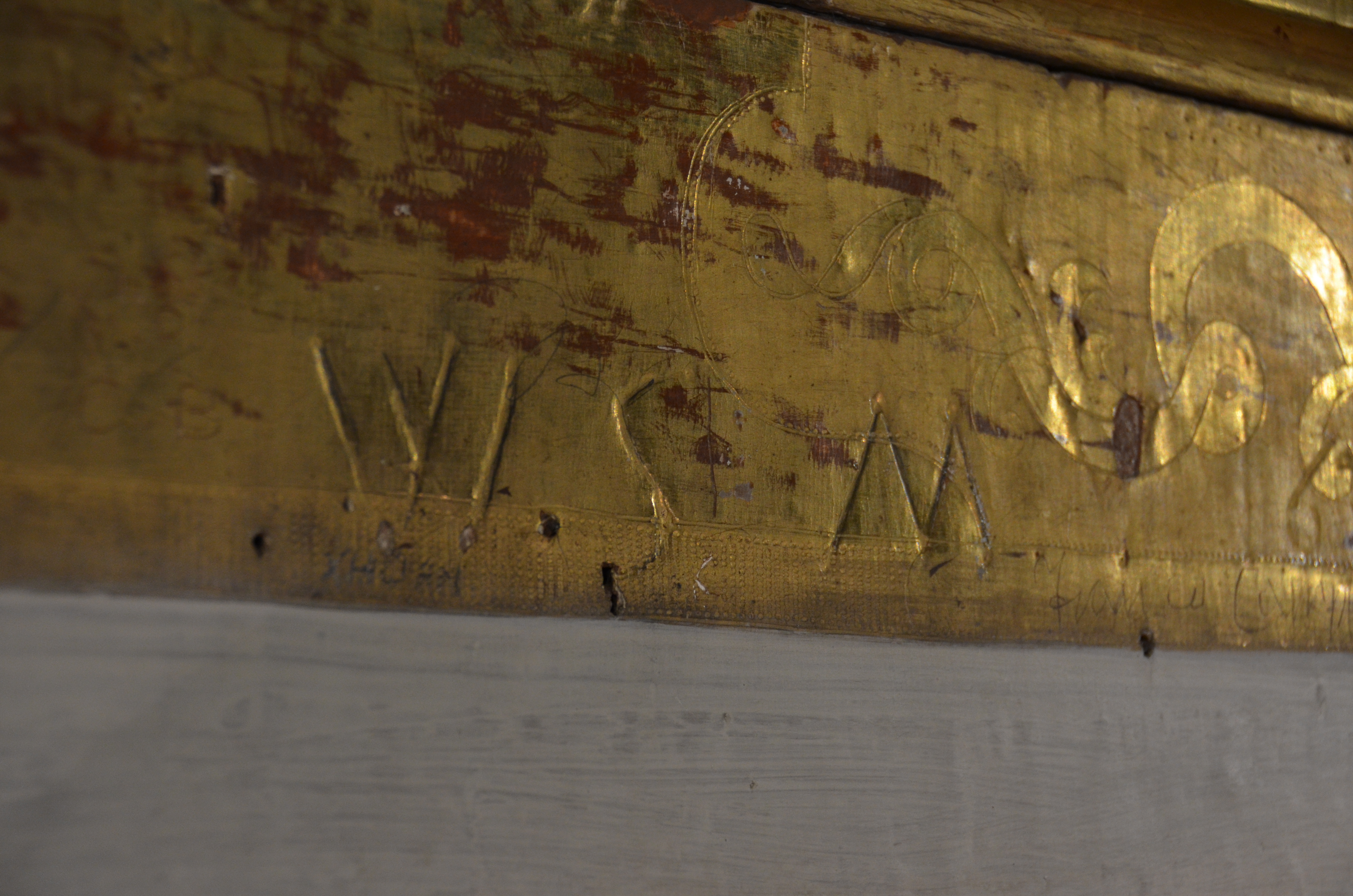
Incisione delle iniziali di Mozart

Sulla cantoria alla sinistra del presbiterio si trova uno storico organo a canne del tipo barocco, costruito nel 1716 da Giuseppe Bonatti, organaro di Desenzano e allievo di Carlo Prati. Fu suonato dal giovane Wolfgang Amadeus Mozart il 7 gennaio 1770, durante uno dei suoi viaggi in Italia, e sembra che con un coltellino incise le sue iniziali W.G.M. sulla cassa, tuttora visibili. Nel 1786 venne restaurato per la prima volta per opera di Girolamo Zavarise, mentre il veronese Giuseppe Grigolli lo rimaneggiò nella seconda meta del XIX secolo.
Lo strumento, restaurato nuovamente nel 2002, a trasmissione integralmente meccanica, ha due tastiere e pedaliera a leggio, e un totale di 24 registri.
I tasti diatonici sono realizzati in bosso mentre quelli cromatici in ebano. Originariamente la cassa disponeva di due portelle dipinte oggi, tuttavia, mancanti. Il frontone, diviso in quattro corpi, è riccamente decorato con intagli e dorature; sul frontone, al centro, è raffigurato lo stemma nobiliare dei marchesi Saibante. La facciata presenta 36 canne in stagno suddivise in quattro campate, sulla canna maggiore del campo di sinistra è impressa la scritta: «Opus Joseph Bonatti Xni 1716» mentre all'interno è stata trovata, in occasione di un restauro, un'incisione: «Joseph Bonati Desentiano Opus in pristinum restitutum a Hieronymo Zavarise Verona et auxit Contrabassi anno Domini MDCCLXXXVI».

## Chiostro e sagrestia
L'antico chiostro quattrocentesco sorge a est della chiesa ed è raggiungibile attraverso una porta che si apre a lato del presbiterio. Parzialmente demolito nella metà del XIX secolo per far posto alla caserma austriaca, dell'originale rimane solamente l'ala settentrionale e una parte di quella meridionale anche se le sue arcate sono oramai cieche. A sinistra vi è l'arca sepolcrale della famiglia Gifalconi, come si può leggere nell'iscrizione sottostante: «De Grifalchonis sunt hoc situata sepulcro // corpora nobilium clara de gente vororum // restruxere sui post an(n)os mille trecento // regli Scaligerum bis seprem tempore lustra». Sul sarcofago è scolpita una croce al centro con ai lati due grifoni; nella parte inferiore vi è una scena dell'Annunciazione di Maria.
Nelle altre porzioni ancora esistenti del chiostro sopravvivono alcune lunette decorate ad affresco opera di Bernardino Muttoni (XVII secolo), in cui è rappresentato un ciclo pittorico: Vita e miracoli di sant'Alberto e sant'Angelo. Tra le lunette vi sono anche le immagini di alcuni santi carmelitani un tempo accompagnate dal loro nome, ora cancellato.
Dal chiostro si accede alla vecchia sagrestia in cui è conservata la pala di Giuseppe Zannoni, realizzata inizialmente per l'altare Saibante e poi qui spostata. Sul lato est, contornata dagli stemmi dei carmelitani, vi è una tela di autore ignoto ma per cui sono stati fatti i nomi di Caroto, Raffaello e Garofalo che consiste in una copia della Madonna del Prato di Raffaello. Tra le altre opere qui custodite, una Comunione degli Apostoli (1780) di Gian Domenico Cignaroli, Adorazione dei pastori attribuita a Carletto Caliari e alcuni quadri di Giovanni Battista Caliari.

### Esplicative
1. ↑  Il documento del VIII secolo parla di un «monasterium Sancti Thome cuit vocapulo est pineolo» inizialmente identificato nella primitiva chiesa ma successivamente ritenuto essere un monastero situato nella frazione di Coriano ad Albaredo d'Adige e dedicato a san Tommaso apostolo. In Fabbri, 2008, p. 12.
2. ↑  Il testo dell'iscrizione è il seguente: «MADONA LUCIA MOIER CHE FO // DE MISER IACHOPO STAGNOLO // A PAGADO LE PREDE DE QUI- // STI TRI PILASTRI E MADONA // NIDA SOA MARE IA FATO // LAVORERE… 1449».
3. 1 2  Il testo dell'iscrizione è il seguente: «JACOBUS D BONIOANIS DEPESENA EXEQUENS VOLUNTATEM // PATERNAM ET SE EXONERANS PRESENTEM PORTAM SUIS // SUMPTIBUS FIERI FECEIT ANNO D 146…». In Fabbri, 2008, p. 15.
4. ↑  Di seguito riportata: «DEO M. ET MATRI SEMPER VIRGINI // CHRISTOFORUS FRANCHINUS IURIS DOCCET COMES // EQUESQ SUO ERE ET SPONTE VIVENS DICAVIT // ANNO SALUTIS MCCCCLXXXXIII».
5. ↑  Ciò si può notare dalla pianta della campanile che ha un orientamento diverso dalla chiesa e pertanto è lecito supporre che poggi sulla base del campanile della precedente chiesa. In Fabbri, 2008, p. 22.
6. ↑  Letteralmente: "…il rettore ecclesiastico… fece nel 1478".
7. ↑  Alessandro Turchi si firma «ALEX. TURCHIS. F.A. D. MDCV».
8. ↑  La data è conosciuta grazie all'appunto sul Giornale, il libro dei conti di Paolo Farinati che ci ha permesso di conoscere molto della sua vita professionale. In Fabbri, 2008, p. 60.
9. ↑  Pomeddello la firmò e datò: «JOHANNES MARIA POMEDELLUS VILLAFRANCORUM AURIFEX VERONENSIS F(ECIT) DIE XX DECEMBRIS MDXXIII». In Fabbri, 2008, p. 54.

### Bibliografiche
1. 1 2 3  Fabbri, 2008, p. 12.
2. 1 2 3 4  Viviani, 2004, p. 268.
3. 1 2  Fabbri, 2008, p. 15.
4. ↑  Fabbri, 2008, p. 14.
5. ↑  Benini, 1988, p. 202.
6. ↑  Fabbri, 2008, p. 68.
7. ↑  Viviani, 2004, p. 270.
8. 1 2  Fabbri, 2008, p. 16.
9. ↑  Fabbri, 2008, p. 21.
10. ↑  Fabbri, 2008, p. 18.
11. ↑  Fabbri, 2008, p. 22.
12. ↑  Segala, 1985.
13. ↑  Viviani, 2004, p. 272.
14. 1 2  Fabbri, 2008, p. 28.
15. 1 2  Viviani, 2004, p. 274.
16. ↑  Fabbri, 2008, p. 33.
17. ↑  Fabbri, 2008, p. 34.
18. ↑  Fabbri, 2008, p. 35.
19. ↑  Fabbri, 2008, p. 36.
20. ↑  Benini, 1988, p. 205.
21. ↑  Fabbri, 2008, p. 38.
22. ↑  Fabbri, 2008, pp. 39-40.
23. ↑  Benini, 1988, pp. 202, 205.
24. ↑  Fabbri, 2008, p. 42.
25. ↑  Fabbri, 2008, p. 44.
26. ↑  Viviani, 2004, p. 275.
27. ↑  Fabbri, 2008, p. 48.
28. ↑  Fabbri, 2008, p. 60.
29. ↑  Fabbri, 2008, p. 62.
30. ↑  Fabbri, 2008, p. 58.
31. ↑  Benini, 1988, p. 204.
32. ↑  Fabbri, 2008, p. 56.
33. ↑  Viviani, 2004, pp. 274-275.
34. ↑  Fabbri, 2008, p. 54.
35. ↑  Borelli, 1981, p. 644.
36. ↑  Forni, 2002, p. 10.
37. ↑  Forni, 2002, p. 7.
38. 1 2  Girardi, 1968, p. 67.
39. ↑  Fabbri, 2008, p. 51.
40. ↑  Forni, 2002, p. 8.
41. ↑  Fabbri, 2008, p. 52.
42. ↑  Moretti, 1989, pp. 399-400.
43. ↑  Girardi, 1968, p. 69.
44. ↑  Forni, 2002, p. 15.
45. 1 2  Forni, 2002, p. 14.
46. ↑  Girardi, 1968, p. 68.
47. ↑  Fabbri, 2008, p. 63.
48. ↑  Fabbri, 2008, p. 65.
49. ↑  Fabbri, 2008, p. 66.
50. ↑  Fabbri, 2008, pp. 66-67.
51. ↑  Fabbri, 2008, p. 67.